# Pontus Jansson
Pontus Jansson (Arlöv, Suecia, 13 de febrero de 1991) es un futbolista sueco que juega en la posición de defensa para el Malmö FF de Suecia y para la selección de fútbol de Suecia.

## Clubes
| Club               | País       | Año       | Partidos | Goles |
| ------------------ | ---------- | --------- | -------- | ----- |
| Malmö FF           | Suecia     | 2009-2014 | 128      | 7     |
| IFK Malmö (cedido) | Suecia     | 2009      | 8        | 4     |
| Torino F. C.       | Italia     | 2014-2017 | 25       | 1     |
| Leeds United F. C. | Inglaterra | 2016-2019 | 120      | 9     |
| Brentford F. C.    | Inglaterra | 2019-2023 | 115      | 4     |
| Malmö FF           | Suecia     | 2023-     | 56       | 4     |

## Palmarés

### Títulos nacionales
| Título              | Club     | País   | Año  |
| ------------------- | -------- | ------ | ---- |
| Allsvenskan         | Malmö FF | Suecia | 2010 |
| Allsvenskan         | Malmö FF | Suecia | 2013 |
| Supercopa de Suecia | Malmö FF | Suecia | 2013 |
| Allsvenskan         | Malmö FF | Suecia | 2023 |
| Copa de Suecia      | Malmö FF | Suecia | 2024 |
| Allsvenskan         | Malmö FF | Suecia | 2024 |